# Layne Staley
Layne Thomas Staley (nacido Layne Rutherford Staley; Kirkland, 22 de agosto de 1967-Seattle, 5 de abril de 2002) fue un cantante y compositor estadounidense famoso por haber sido el vocalista de Alice in Chains, una de las bandas más emblemáticas del movimiento grunge en Seattle. 
Staley luchó contra una severa adicción a la drogas como muchos otros jóvenes y músicos de la escena de Seattle, especialmente la heroína, la cual se incrementaría luego de la muerte de su novia Demri Parrott quien falleció en 1996 por sobredosis. Esto golpeó profundamente a Staley quien cayó en una fuerte depresión, la cual le aislaría y causaría su muerte el 5 de abril de 2002, también por sobredosis.

## Primeros años
Layne Thomas Staley nació el 22 de agosto de 1967 en el seno de una familia acomodada de Kirkland, Washington, Estados Unidos. Hijo de Nancy Elizabeth y Philip Blair Staley, su infancia estuvo marcada por los conflictos maritales de sus padres. 
El comportamiento errático de Philip terminó por romper el equilibrio familiar. Comúnmente estaba ausente debido a su trabajo y cuando volvía a casa no lo hacía solo, traía a sus amigos y se quedaban festejando hasta altas horas de la madrugada. Cuando Nancy despertaba encontraba botellas de cerveza y drogas esparcidas por toda la casa, así que se apresuraba a limpiar todo antes de que el pequeño Layne se levantara. 
Layne era un niño muy despierto, dotado de una mente aguda y con diversos intereses, entre ellos, obviamente, el de la música. Ya a los cinco años cantaba en un grupo con unos compañeros del colegio. Cuando tenía siete años, sus padres se separaron, después de que Nancy descubriera que su marido estaba metido en problemas de drogas y mafia. Layne quedó traumatizado por este hecho por el resto de su vida. A principios de 2002, poco antes de su muerte, describió la experiencia de ser testigo del divorcio de sus padres: "Mi mundo se convirtió en una pesadilla, sólo había sombras a mi alrededor. Recibí una llamada diciendo que mi padre había muerto, pero mi familia siempre supo que estaba por ahí en todo tipo de drogas. Desde que me llamaron, yo siempre me preguntaba, '¿Dónde está mi papá? ' Me sentí muy triste por él y lo echaba de menos. Se alejó de mi vida durante 15 años". En esa misma entrevista, dio a entender que el divorcio de sus padres y el uso de drogas por parte de su padre fueron en parte responsables de sus propios problemas de drogas, y también dijo que estaba convencido de que si él se convertía en una celebridad su padre iba a volver.
Su madre se volvió a casar y fue criado por ella y su padrastro. Al iniciar la adolescencia, la personalidad de Layne se volvió más intranquila: amaba pintar, amaba la música y amaba el arte, pero era evidente que tenía problemas, de hecho, a menudo se involucraba en peleas y olvidaba hacer la tarea. Fue entonces cuando el colegio tomó la decisión de mandarlo a un instituto para jóvenes afectados por problemas sociales, lo que causó que Layne perdiera la fe en la enseñanza pública.

## Carrera artística

### Alice in Chains
Layne empezó en la música tocando la batería a los 12 años, y tocó en varias bandas de hair metal, siempre con aspiraciones de ser vocalista. Cambió su batería por un micrófono y un delay, y su antigua banda Sleze se convirtió en Alice N' Chains en 1986, que tuvo cierto éxito en la escena de Seattle, tocando versiones de bandas como Slayer, además de temas propios. Mientras trabajaba en un proyecto funk, Staley, junto con Jerry Cantrell, en 1987 formó Alice in Chains, nombre derivado de su antigua banda. Originalmente fue una banda de hair metal, pero adquirieron rápidamente influencias del heavy metal (principalmente Iron Maiden y Black Sabbath) y de la escena grunge de Seattle.
Alice in Chains lanzó su álbum debut Facelift el 21 de agosto de 1990. El segundo sencillo, «Man in the Box», con letras escritas por Staley, se convirtió en un gran éxito. «Man in the Box» es ampliamente reconocida por su característica «melodía de apertura sin palabras, donde la voz de Layne Staley coincide al unísono con una guitarra cargada de efectos seguido de líneas de portentosas, con la voz secundaria de Jerry Cantrell». Fue certificado doble platino por la RIAA por la venta de dos millones de copias en los Estados Unidos. La banda estuvo de gira de promoción del álbum durante dos años antes de lanzar el EP acústico SAP a principios de 1992. En septiembre de 1992, Alice in Chains lanzó Dirt. El álbum aclamado por la crítica, también fue el de mayor éxito de la banda, certificado cuádruple platino. La banda no salió de gira durante mucho tiempo, debido a la adicción a las drogas de Staley. En el álbum Dirt mostró su preocupación en temas como «Sickman» (Hombre Enfermo) y «Dirt» (Basura). Cantrell contribuyó con las letras cuya temática eran pensamientos de él acerca de la muerte. El tema «Would?», en particular, habla de la muerte de Andrew Wood (cantante de Mother Love Bone), que murió de sobredosis de heroína. Durante la gira de Dirt, el bajista Mike Starr dejó la banda por razones personales y fue reemplazado por Mike Inez.
A pesar de que Cantrell escribió casi toda la música de Alice in Chains (a veces coescrito junto con el bajista y el baterista), y las letras, Staley empezó a escribir más letras a medida que pasaba el tiempo, al tiempo de recibir crédito por aproximadamente la mitad de las letras de todo el catálogo antes del lanzamiento de Black Gives Way to Blue en 2009. También escribió la música, así como las letras, de «Hate to Feel», «Angry Chair» y «Head Creeps», y las melodías de las canciones de otros. Las letras de Staley tratan a menudo de sus problemas personales, tales como el uso de drogas y la depresión.

### Mad Season &Above(1995)
1994 vio el lanzamiento de Alice in Chains del segundo EP acústico, Jar of Flies. Debutó en el número uno, convirtiéndose en el primer EP de la banda en hacerlo. Los demás miembros de Alice in Chains, viendo la situación de deterioro de Staley, optaron por no hacer una gira de promoción. Después de su lanzamiento, Staley entró en una clínica de rehabilitación y comenzó a trabajar en un proyecto paralelo con varios músicos de Seattle, incluyendo Mike McCready de Pearl Jam y Barrett Martin de Screaming Trees. La banda trabajó en el material durante varios meses y, finalmente programaron un espectáculo en el Crocodile Cafe bajo el nombre de The Gacy Bunch. En unas semanas, la banda cambió su nombre a Mad Season. En enero de 1995, Mad Season interpretó dos canciones en el programa de radio de Pearl Jam «Self-Pollution», «Lifeless Dead» y «I Don't Know Anything». La banda completó un álbum, titulado Above, el cual fue lanzado en marzo de 1995. El primer sencillo, «River of Deceit», se convirtió en un éxito modesto en la radio alternativa, y «I Don't Know Anything» recibía crédito de vez en cuando. Una presentación en vivo grabado en el Teatro Moore de Seattle fue lanzado en agosto de 1995, así como un video casero, Live at the Moore.
Durante la inactividad de Alice in Chains, los informes de la adicción de Layne empezaron a ganar amplia circulación en los medios de comunicación, en parte por los cambios en su físico provocados por el abuso prolongado de la heroína. Haciendo referencia a invitados que cantaron con Staley en su aparición, el Seattle Post-Intelligencer informó: «En KISW-FM Rockstock, concierto en el recinto ferial del condado de Kitsap, justo un mes después de la muerte de Kurt Cobain, Staley hizo una aparición sorpresiva. Parecía enfermo y llevaba un pasamontañas para ocultar su rostro». Algunos de los rumores más persistentes y sin fundamento surgieron durante este período. Mark Arm de Mudhoney es citado diciendo: «Recuerdo haberlo visto en el '95 ... él se presentó y estaba totalmente verde, y mi estómago se revolvió en ese momento, viendo a alguien en un camino del que no podía salir».

### Alice in Chains(1995-1999)
Alice in Chains se reagrupó para grabar el disco homónimo Alice in Chains, que fue lanzado a finales de 1995. El álbum debutó en la cima de las listas de EE. UU., y desde entonces ha sido galardonado, junto a Facelift y Jar of Flies, con disco de platino doble. Con la excepción de «Grind», «Heaven Beside You», y «Over Now», las letras son escritas por Staley, haciendo de este álbum, su mayor contribución al catálogo de la banda. 

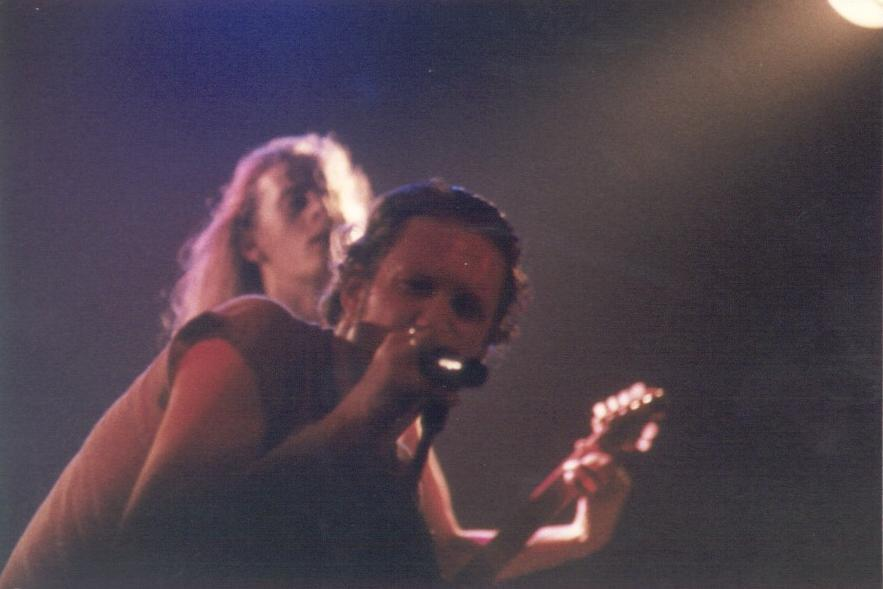
Layne Staley y Jerry Cantrell en vivo

 Para acompañar el álbum, la banda lanzó un video casero, The Nona Tapes, en el que se burló de los rumores de la adicción de Layne (muchas fuentes habían anunciado la muerte de Layne durante el descanso de la banda). Pero otro lapso llegó y falló el tour que se había planeado en favor del álbum. Cuando se le preguntó acerca de la frustración de no salir de gira para promocionar el álbum, Cantrell dio a entender cómo la adicción de Staley llevó a tensiones importantes dentro de la banda: «Es muy frustrante, pero estamos juntos en esto. Nos mantuvimos así en los buenos momentos, y nos mantendremos juntos en los tiempos difíciles. Nunca nos hemos apuñalado entre nosotros por la espalda ni hemos hecho ese tipo de mierda que se ve muy a menudo».
Uno de los últimos shows de Staley con la banda fue en 1996, en el MTV Unplugged. Hizo su última actuación el 3 de julio de 1996, en Kansas City, Misuri, mientras que Alice in Chains estaba de gira con Kiss. Poco después de la actuación, Staley sufrió una sobredosis grave y fue hospitalizado. En octubre de 1996, la exnovia de Staley, Demri Lara Parrott, murió a causa de las complicaciones secundarias producto del consumo de drogas (endocarditis bacteriana). Esto hizo que Staley se hundiera más en la depresión. «Las drogas habían trabajado para mí durante años», dijo Staley a Rolling Stone en 1996, «y ahora se están volviendo contra mí, ahora estoy caminando a través del infierno».
Staley se mantuvo fuera de escena hasta el 26 de febrero de 1997, cuando él y los demás miembros de Alice in Chains asistieron a los Premios Grammy, después de que «Again» (del álbum del mismo nombre) fue nominado a la Mejor Interpretación de Hard Rock. En septiembre de 1998, Staley volvió para ayudar a grabar dos pistas («Get Born Again» y «Died») con Alice in Chains, que fueron lanzadas en el disco recopilatorio Music Bank, en 1999.

### Class of '99 (1999-2000)
Los informes adicionales del deterioro de la situación de Staley persistieron. El productor Dave Jerden, que fue elegido originalmente por la banda para la producción de Dirt, dijo que «Staley pesaba 80 libras ... y estaba blanco como un fantasma». Cantrell se negó a comentar sobre el aspecto del cantante, respondiendo que «Prefiero no comentar sobre eso...» Staley parecía dejar atrás su «autoimpuesto exilio del rock & roll», cuando en noviembre de 1998 pone las pistas vocales adicionales como parte de un supergrupo llamado Class of '99, con los miembros de Rage Against the Machine, Janes´s Adiction y Porno for Pyros. El grupo grabó las partes uno y dos del clásico de Pink Floyd «Another Brick in the Wall» para la banda sonora del filme de horror The Faculty, con un video musical filmado para la segunda parte. Mientras que los otros miembros de la banda fueron filmados especialmente para el video, la aparición de Staley consistió en material sacado del video Live at the Moore de Mad Season, en 1995. El 19 de julio de 1999, en plena discusión en el programa de radio Rockline entre Cantrell, Inez, y (vía telefónica) Kinney sobre la salida a la venta de Nothing Safe: Best of the Box, inesperadamente, Staley llamó para participar en la discusión.
Entre 1999 y 2002 Staley se volvió más solitario. Rara vez salía de su apartamento de Seattle. Se sabe poco sobre los detalles de su vida durante este período. Se rumoreaba que Staley pasaba la mayor parte de sus días en la creación de arte, jugando a videojuegos o drogándose. La madre de Staley es propietaria de la última foto conocida de Staley, tomada el 14 de febrero de 2002, en la que aparece en la celebración por su sobrino recién nacido, Oscar, aunque la foto no ha sido difundida. Aparte de este evento, Staley no era visto a menudo por la familia o los amigos, y se había desconectado de los miembros de su banda, que habían intentado repetidamente llevarlo a rehabilitación. En su última entrevista, Staley dijo: «No trato de ponerme en contacto con cualquier miembro de Alice in Chains, ellos no son mis amigos».

## Últimos años y muerte
Su apariencia física se había vuelto aún peor que antes: muy pálido, había perdido varios dientes y estaba gravemente demacrado. En una supuesta última entrevista, dada a principios de 2002, Staley habría declarado: «Sé que estoy a punto de morir, por lo que me hicieron el crack y la heroína durante años. Nunca quise acabar con mi vida de esta manera». 
Sin embargo, lo anterior es un extracto de entrevistas que habría hecho la periodista Adriana Rubio a Layne Staley, que se rumorea fueron falsas, teniendo como consecuencia que se considere su libro sobre el cantante, Get Born Again, como una serie de mentiras e inventos pergeñados por ella. La hermana de Staley, Liz Coats, niega que su hermano le haya dado una entrevista, además de que el cantante le habría dicho que no confiaba en los periodistas, y allegados a él afirmaron que no se expresaba de la forma en que está plasmado en el libro. Lo anterior, aunado a una serie de errores en el libro y al hecho de que fue lanzado justo después de su muerte, hace que sea considerado como falso por la familia y muchos seguidores del cantante. Los últimos años de la vida de Staley pueden ser conocidos por declaraciones de compañeros, familiares y amigos, quienes afirman que no fue una persona tan depresiva con ellos, que como no solía abrir la puerta llenaban su contestador automático y su buzón de mensajes y cartas.
El 19 de abril de 2002, sus contadores informaron a su exgerente, Susan Silver, que hacía dos semanas que no se había retirado dinero de la cuenta bancaria del cantante. Esta informó a su madre, la cual avisó al 911 porque efectivamente no tenía noticias suyas desde hacía unas dos semanas. Años más tarde revelaría que dos días antes había ido a verle para informarle sobre la muerte del hermano de Demri Lara Parrott, pero nadie abrió la puerta. La policía fue con ella y su exmarido al apartamento. Había algo de correo en la puerta sin recoger y su gata Sadie, normalmente silenciosa, maullaba en el interior. Layne fue encontrado muerto en su casa a la edad de 34 años. Su cuerpo estaba parcialmente descompuesto y fue identificado por el registro dental.
Cuando la policía ingresó al apartamento, en un sofá, iluminado por el parpadeo de un televisor encendido, junto a varias latas de pintura en aerosol, y no muy lejos de un alijo de cocaína, reposaban los restos del músico de rock. Staley de 1,80 m pesaba sólo 39 kilos cuando su cuerpo fue descubierto. El informe de la autopsia más tarde llegó a la conclusión de que había muerto después de la inyección de una mezcla de heroína y cocaína conocida como speedball. Su amigo y colega Jerry Cantrell, quien quiso mantenerse en contacto con él, dedicó su disco solista Degradation Trip, que salió en junio del 2002, a la memoria de Layne, que casualmente murió el mismo mes y día que otro de los más famosos exponentes del grunge, Kurt Cobain (5 de abril), pero 8 años después.

## Voz
El estilo de Staley, al igual que el de Alice in Chains, es muy variado, y va desde gritos agudos y desgarradores hasta tonos suaves armoniosos, con un perfecto dominio del falsete. La capacidad de Layne de demostrar emociones y sentimientos de angustia, dolor e ira en sus presentaciones fue siempre motivo de reconocimiento entre sus fans. Un barítono y un tenor que demuestra un gran trabajo vocal de tres octavas y media (en sus mejores días), con un rango de E♭2 a A5 y un timbre único y oscuro que lo caracterizó toda su carrera.

## Reconocimiento
Aaron Lewis, cantante de la banda de nu metal Staind, dedicó su tema "Layne" a la memoria de Layne en el disco 14 Shades of Grey que salió en el año 2003.
Zakk Wylde, cantante y guitarrista de Black Label Society, también compuso un tema llamado "Layne" y dedicado a él, que pertenece al disco Hangover Music Vol. 6.
Jerry Cantrell, su amigo personal y compañero en Alice In Chains, le dedicó a su memoria su disco solista Degradation Trip editado en el 2002.
Eddie Vedder, cantante de Pearl Jam, grabó un tema en honor a Layne titulado "20/04/02" (el día en que Vedder oyó la noticia, enseguida escribió la canción), la canción está únicamente interpretada por él, cantando y tocando un ukelele. Es un tema oculto que se encuentra en el disco de Pearl Jam del año 2003, B-sides Lost Dogs.
James Hetfield, vocalista de Metallica, en una de las entrevistas en relación con disco Death Magnetic, señaló que sus letras estaban inspiradas en la pérdida de amigos cercanos, e incluyó entre estos a Layne, aunque luego Hetfield admitiera que nunca lo llegó a conocer, pero que empezó a conocer de su historia a partir de su amigo Jerry Cantrell.

## Discografía
Alice in Chains
- Facelift - 1990
- Sap - 1992
- Dirt - 1992
- Jar of Flies - 1994
- Alice in Chains - 1995
- MTV Unplugged - 1996
- Nothing Safe: Best of the Box (Grandes éxitos) - 1999
- Music Bank (Compilación) - 1999
- Alice in Chains Live - 2000
- Greatest Hits (Grandes éxitos) - 2001

Mad Season
- Above (Con el grupo Mad Season) - 1995